# Eigenwasserversorgungsanlage
Bei Liegenschaften, die nicht an die öffentliche Wasserversorgung angeschlossen sind, werden Eigenwasserversorgungsanlagen, auch Hauswasserwerke genannt, eingesetzt, um die Bewohner bzw. Nutzer mit Brauch- oder Trinkwasser zu versorgen. 

## Technische Ausrüstung

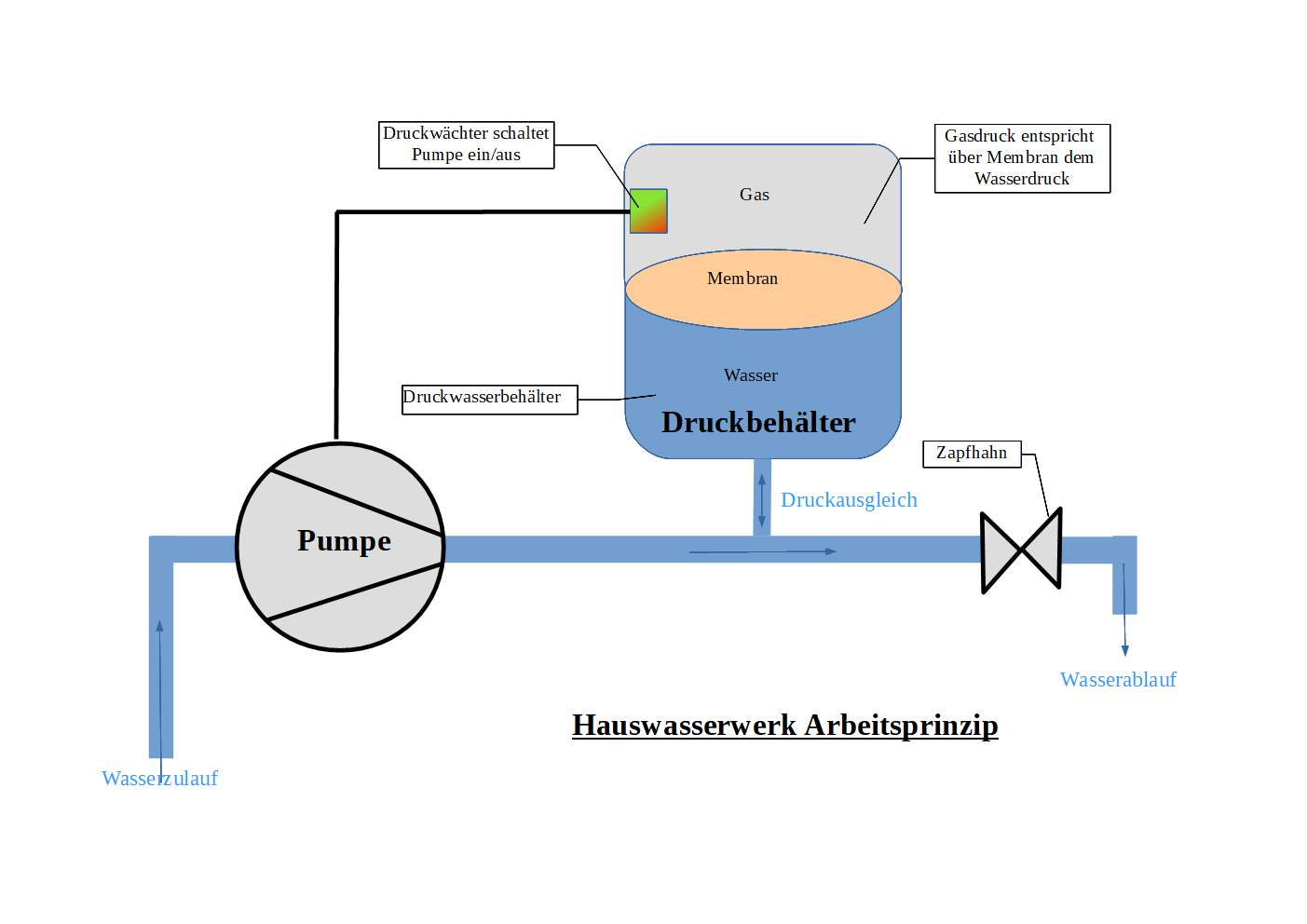
Prinzip der Arbeitsweise eines typischen Hauswasserwerkes

Bei einer Eigenwasserversorgungsanlage wird Wasser aus einem Reservoir in ein Leitungsnetz gepumpt. Dieses Reservoir kann ein Brunnen, ein Gewässer oder eine Quelle im Rahmen einer Wasserentnahme, bei Brauchwasseranlagen auch eine Zisterne zur Sammlung von gebrauchtem Wasser oder Niederschlagswasser sein.
Als Pumpen zur Förderung finden je nach Druckanforderungen ein- oder mehrstufige Kreiselpumpen Verwendung. Meist werden Unterflur- bzw. Tauchpumpen benutzt, da sie sich durch geringere Betriebskosten, höheren Wirkungsgrad und geringere Lärmbelastung auszeichnen. Gegen Trockenlauf sind sie durch in das Reservoir gehängte Elektroden, die den Wasserstand kontrollieren und bei zu niedrigem Wasserstand die Pumpe ausschalten, gesichert. Damit bei ausgeschalteter Pumpe kein Wasser aus der Druckleitung in das Reservoir zurück fließt, sind die Pumpen mit einem Rückflussverhinderer ausgestattet. 
Überflurpumpen sind zwar meist in der Anschaffung günstiger, ihr hoher Wartungsaufwand erhöht die Betriebskosten aber so stark, dass sie sich nicht so sehr rentieren wie Unterflur- bzw. Tauchpumpen. Des Weiteren sind sie nur bei einer Fördertiefe von maximal 7 Metern einsetzbar, da sonst die maximal erreichbare Saughöhe überschritten wird.
Wesentlicher Bestandteil großer und auch vieler kleiner Eigenwasserversorgungsanlagen ist ein Druckbehälter, meist in Form eines Hydrophore oder auch als Membrandruckbehälter. Im Druckwasserbehälter befindet sich ein Gas (Luft bzw. Stickstoff). Das einströmende Wasser komprimiert das Gas bis zu einem voreingestellten Maximalwert (z. B. 4 bar). Bei Erreichen dieses Werts wird die Pumpe ausgeschaltet. Wird nun an einer Zapfstelle Wasser entnommen, dehnt sich das Gas aus, bis ein bestimmter Minimaldruck erreicht ist (z. B. 2 bar). Dann nimmt die Pumpe ihren Betrieb wieder auf. Die Schaltaufgaben übernimmt ein Druckwächter, der die Pumpe bei Unterschreiten des Minimaldruckes einschaltet und bei Erreichen des Maximaldruckes ausschaltet. So wird die Anlage vor Druckstößen und die Pumpe vor häufigen Anfahranforderungen geschützt. 
Kleinanlagen müssen nicht zwingend mit einem Druckbehälter ausgestattet werden. Sie können auch nur mit einem Druck- und Strömungswächter betrieben werden.
Unabhängig von der Größe der Anlage werden häufig Manometer zur Druckkontrolle eingebaut. 
Ein Sicherheitsventil ist für Anlagen vorgeschrieben, wenn der Förderdruck den zulässigen Betriebsdruck des Druckbehälters um mehr als 10 % übersteigt.

## Rechtsnormen und technische Richtlinien
Eigenversorgungsanlagen, die der Versorgung mit Trinkwasser dienen, müssen in Deutschland den Vorgaben der Trinkwasserverordnung entsprechen und nach deren Maßgabe überwacht und beprobt werden.
Für Brauchwasserinstallationen gelten die entsprechenden DIN-Normen und Verordnungen.
Man unterscheidet Anlagen nach großen und kleinen Anlagen, wobei die Grenze bei 10 m³/h Fördervolumen gezogen wird.
Eine EVA muss trocken und kühl, aber frostsicher aufgestellt werden. Die Sicherheitsbestimmungen für Druckleitungen müssen beachtet werden. 
Nach der Fertigstellung muss die Eigenversorgungsanlage durch einen Sachverständigen überprüft werden, wenn nicht folgende Punkte erfüllt werden:
- Der Druckbehälter ist serienmäßig baumustergeprüft.
- Das Luftpolster im Druckkessel wird nur von der Wasserpumpe ergänzt und nicht aus einer Pressluftflasche oder einem Kompressor.
- Die Anlage fördert ein so geringes Volumen bei einem so niedrigen Druck, dass das mathematische Produkt aus beiden Größen 6000 l*bar nicht überschreitet.